# Manzù-Brunnen

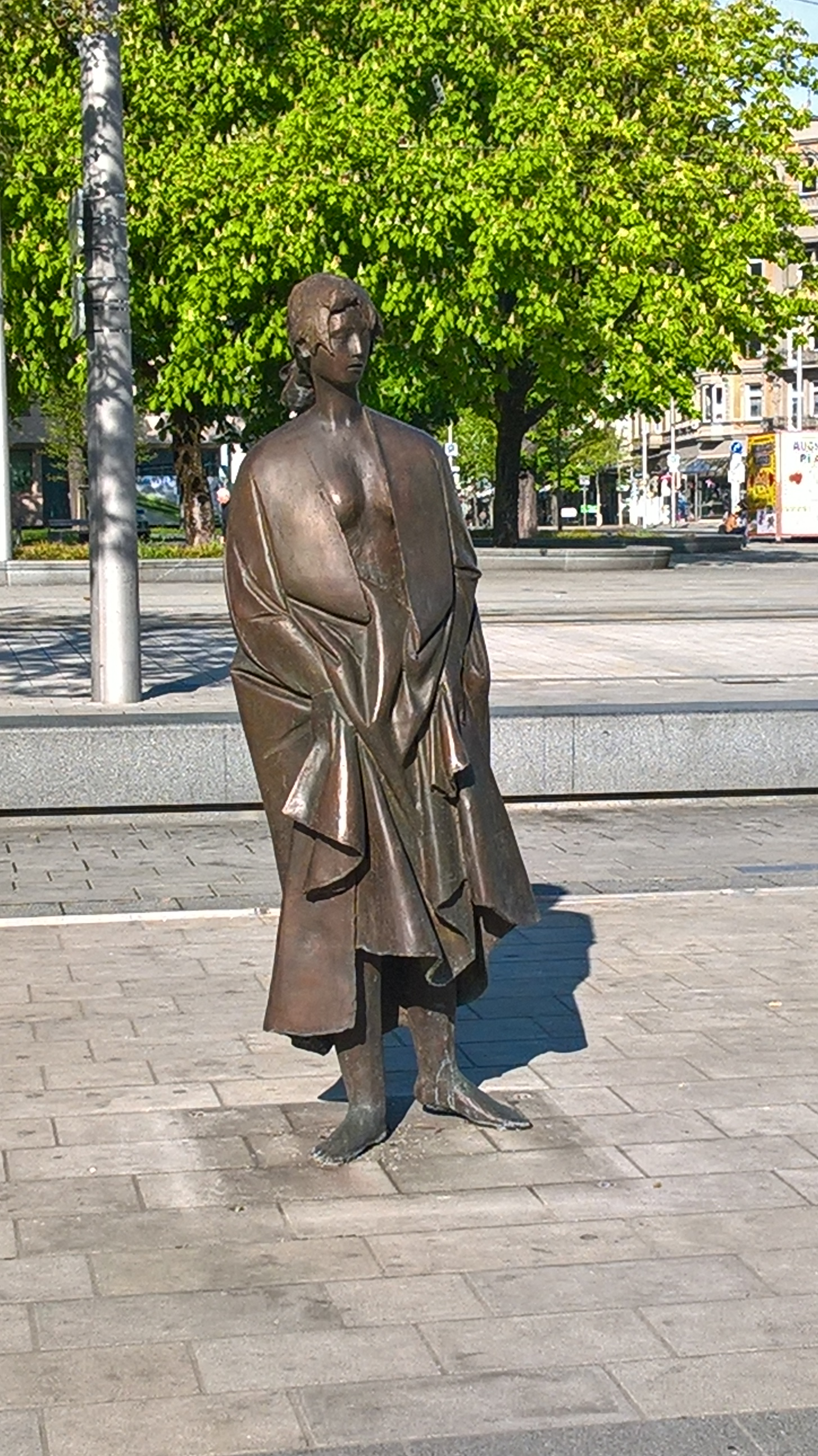
Die Bronzefigur des Manzù-Brunnens (2017)

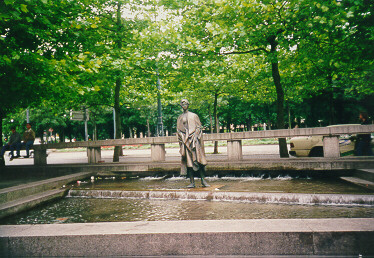
Manzù-Brunnen am Königsplatz vor dem Umbau

Der Manzù-Brunnen ist ein öffentlich zugänglicher Brunnen am Rande des Königsplatzes in der Innenstadt von Augsburg.

## Erscheinungsbild
In einem flachen Brunnenbecken steht eine Bronzefigur, die von dem italienischen Bildhauer Giacomo Manzù geschaffen wurde. Die rund 2,2 Meter hohe Skulptur stellt ein junges Mädchen dar, das gerade aus dem Bade steigt. Sie hat sich nur ein Tuch bzw. eine Tunika locker übergeworfen. Die im Volksmund auch Kammer-Fräulein genannte Figur steht auf Wunsch des Künstlers in einem Becken mit fließendem Wasser.

## Geschichte
In Vorbereitung zur 2000-Jahr-Feier der Stadt Augsburg beschloss die Industrie- und Handelskammer, einen zweiten Brunnen am Königsplatz zu errichten (der ältere Brunnen ist der 1880 errichtete Thormann-Brunnen). Weitere Finanzierungshilfe leisteten zahlreiche Augsburger Unternehmen. Insgesamt kostete der Brunnen 800.000 Mark. Die feierliche Enthüllung fand nach langjähriger Diskussion und Abstimmung schließlich am 21. Juni 1985 statt.
An der Stelle des Brunnens befand sich ursprünglich das Gögginger Tor, das im 20. Jahrhundert dem so genannten „Pilz“ wich, einem runden Steinbau, der sowohl als Haltestelle als auch als Treffpunkt diente. Nach seinem Abbruch im Jahre 1977 plante die Stadt die Errichtung eines neuen Gebäudes, das als Kiosk genutzt werden sollte. Diese Pläne wurden jedoch nicht realisiert.
Mitte Juli 2011 wurde der Brunnen im Zuge des Königsplatz-Umbaus abgebaut und eingelagert. An seiner Stelle errichteten die Stadtwerke den so genannten Manzù-Bogen, eine provisorische Gleisverbindung zwischen der Fuggerstraße und der Bürgermeister-Fischer-Straße. Der Rückbau des Gleisbogens erfolgte schließlich im September 2013. Die Pflasterfläche wurde im September 2014 wiederhergestellt, der Brunnen mit Statue ist seit August 2015 wieder installiert, über einer fließenden Wasserfläche und mit einer von der dahinterliegenden Bank stammendem Beleuchtung bei Nacht.